# Andry Laffita
Andry Laffita Hernández  (Pinar del Río, 26 de março de 1978) é um boxista cubano que representou seu país nos Jogos Olímpicos de Verão de 2008, realizados em Pequim, na República Popular da China. Competiu na categoria mosca onde conseguiu a medalha de prata após perder a luta final para o tailandês Somjit Jongjohor por pontos (2–8).